# Joseph Guhmann
Joseph Anton Guhmann (* 10. Juni 1762 in Gleisweiler; † 14. Februar 1843 in Bruchsal; katholisch) war seit ca. 1791 Beamter des Hochstifts Speyer  und ab 1803 im badischen Staatsdienst.

## Familie
Joseph Guhmann seit 1823 war  in zweiter Ehe verheiratet mit Maria Anna Christina geborene Krauß, Tochter des Hofratssekretärs Krauß von Mannheim.

## Leben
Am 7. Dezember 1778 begann Guhmann sein Studium der Rechtswissenschaften an der Universität Heidelberg. Danach wurde er ab ca. 1793 Amtsschreiber in Kirrweiler und 1793 Amtmann beim Vizedomamt Bruchsal. Nach Auflösung des Hochstiftes Speyer auf Grund des Reichsdeputationshauptschlusses wurde er 1803 Amtmann bei dem nun neu geschaffenen badischen Amt Bruchsal. 1806 wurde er dort Oberamtsrat und zweiter Beamter und 1808 ebenfalls in Bruchsal Mitglied der Polizeidirektion. Am 20. Januar 1810 wurde Guhmann zum Oberamtmann befördert und am 13. Februar 1819 zum Regierungsrat ernannt und gleichzeitig in den Ruhestand versetzt.